# 阿富汗空軍
阿富汗空軍（達利語: قوای هوائی افغانستان），前身為阿富汗國家空軍，是負責阿富汗空中防衛與戰鬥的部隊，塔利班重新执政后将其作为武装部队的分支而非独立的军种，称为阿富汗空军总司令部。

## 歷史
空军创立于阿富汗王国时期阿曼諾拉汗的现代化改革中，并在20世纪60年代由查希尔·沙阿国王进行了重大现代化改造。
在20世纪80年代，苏联入侵并重新建立了阿富汗空军，为了击败圣战者并保持亲苏政权。自從蘇聯於1989年從阿富汗撤軍後，經過多年戰亂後，阿富汗空军原有的基础设施和武器装备，包括喷气式战机和攻击直升机，几乎损失殆尽。
美國入侵阿富汗推翻塔利班政權後，長期以來阿富汗伊斯兰共和国政府未能重建一支有戰鬥力的新空軍。隨着美國及其它西方國家已經或計劃從阿富汗撤軍，加上塔利班在阿富汗各地捲土重來，阿富汗政府部隊傷亡人數上升，美國同意讓阿富汗政府增強空軍力量。重新組建，以少量運輸機和直升機為主，主要负责协助地面部队进行反叛乱活动。該國空軍共分成三支聯隊，第一聯隊的中心在首都喀布爾，第二、三聯隊則分別以坎大哈及西部的申丹得作為根據地，而指揮中心座落於喀布爾國際機場，申丹得空軍基地則成為主要的訓練區域。穆罕默德·达万中將擔任總參謀長。从2016年开始，阿富汗部队将接收总共28架麦道530F直升机和大约19架到25架A-29飞机。阿富汗伊斯兰共和国时代的最后一任总参谋长是阿卜杜勒·法希姆·拉敏。
2021年8月15日塔利班占领喀布尔後，大量飞机随驾驶员逃往烏茲別克斯坦等中亚国家。

## 機隊（塔利班接管前）
| 機型         | 製造國 | 類型         | 詳細型      | 數量 | 其他                        |      |
| 戰機         | 戰機   | 戰機         | 戰機        | 戰機 | 戰機                        | 戰機 |
| ------------ | ------ | ------------ | ----------- | ---- | --------------------------- | ---- |
| EMB 314      | 巴西   | 反游擊戰飛機 | A-29        | 2    | 18架訂購                    |      |
| 教練機       |        |              |             |      |                             |      |
| L-39信天翁   | 捷克   | 教練機       |             | 1    |                             |      |
| 運輸機       |        |              |             |      |                             |      |
| 波音727      | 美国   | 行政專機     |             | 3    | 3架從阿里亚纳阿富汗航空取得 |      |
| C-130        | 美国   | 運輸機       | C-130H      | 4    |                             |      |
| PC-12        | 瑞士   | 運輸機       | PC-12NG     | 10   | 8 架訂購                    |      |
| Cessna 208   | 美国   | 運輸機       |             | 26   |                             |      |
| 直升機       |        |              |             |      |                             |      |
| Mil Mi-17    | 俄羅斯 | 通用直升機   | Mi-8/17     | 98   | 55架用於特種兵              |      |
| Mil Mi-24    | 俄羅斯 | 攻擊直升機   | Mi-35       | 7    |                             |      |
| SA 315B Lama | 印度   | 通用直升機   | HAL Cheetah | 3    |                             |      |
| Bell UH-1    | 美国   | 通用直升機   | UH-1H       | 10   |                             |      |
| MD 500       | 美国   | 通用直升機   | MD 530F     | 18   |                             |      |

## 圖像

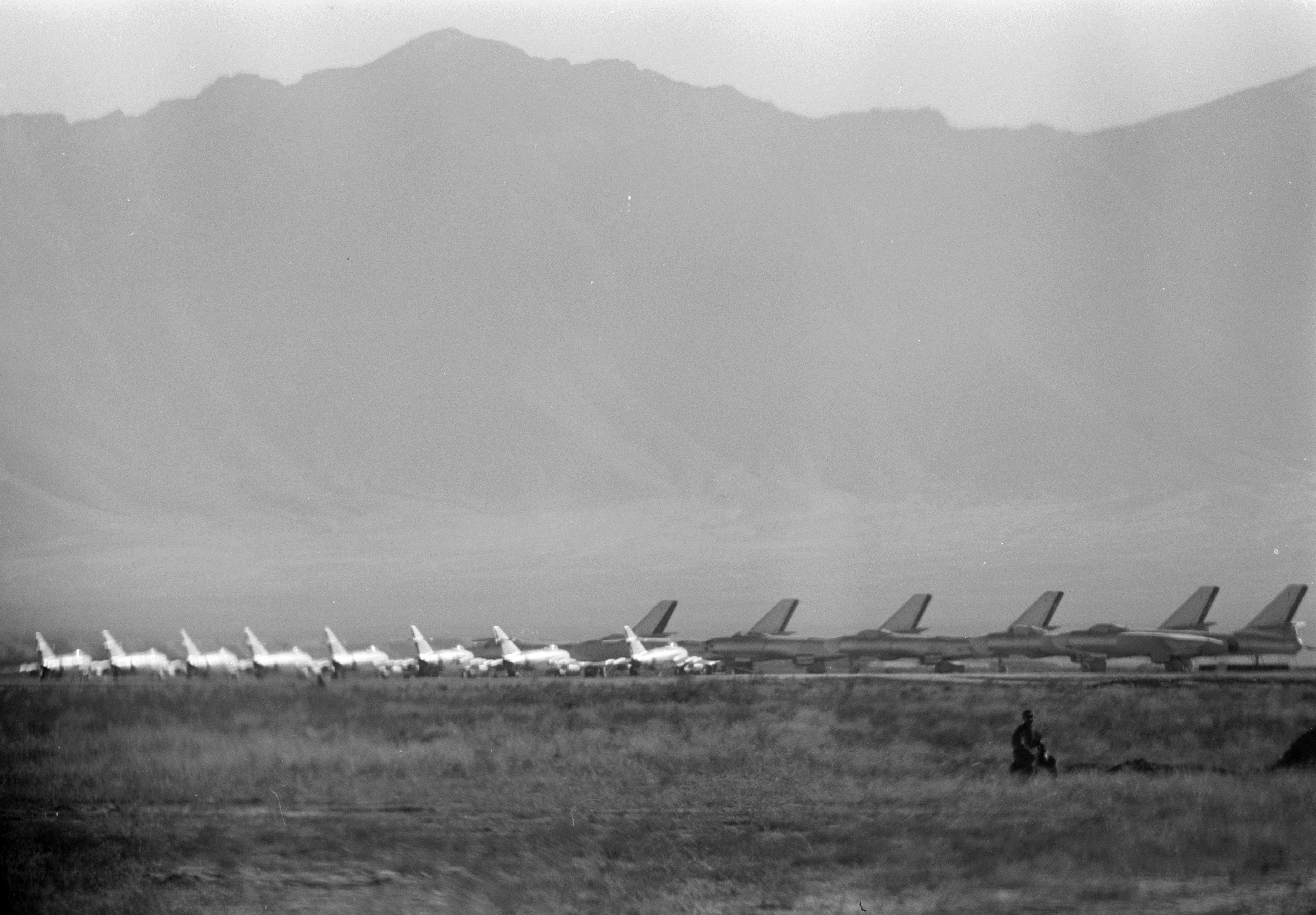
1959年時阿富汗空軍擁有的米格-15戰鬥機和伊留申-28轟炸機。
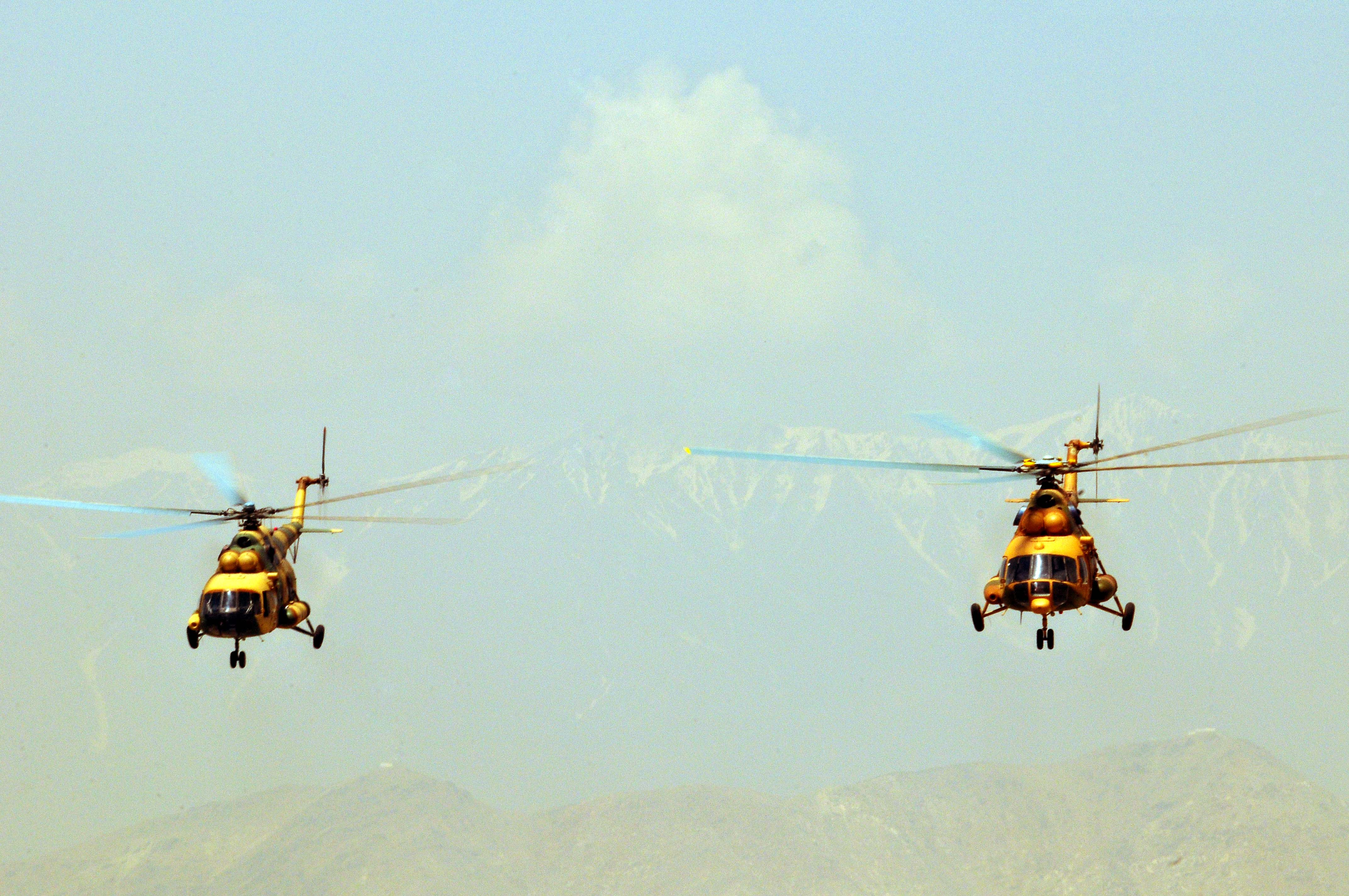
2010年時在喀布爾進行表演的Mi-17。
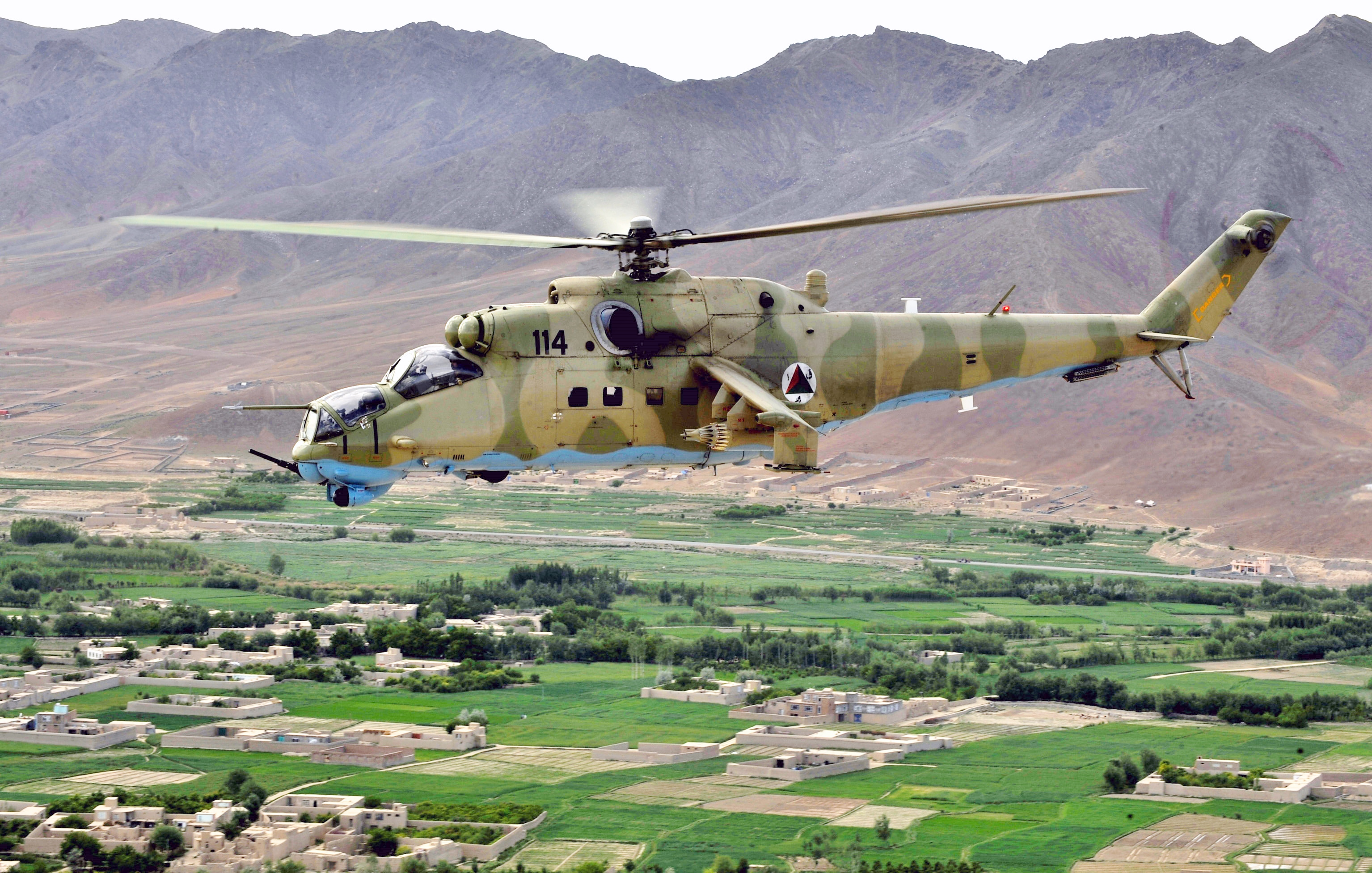
阿富汗空軍的Mi-35攻擊直升機
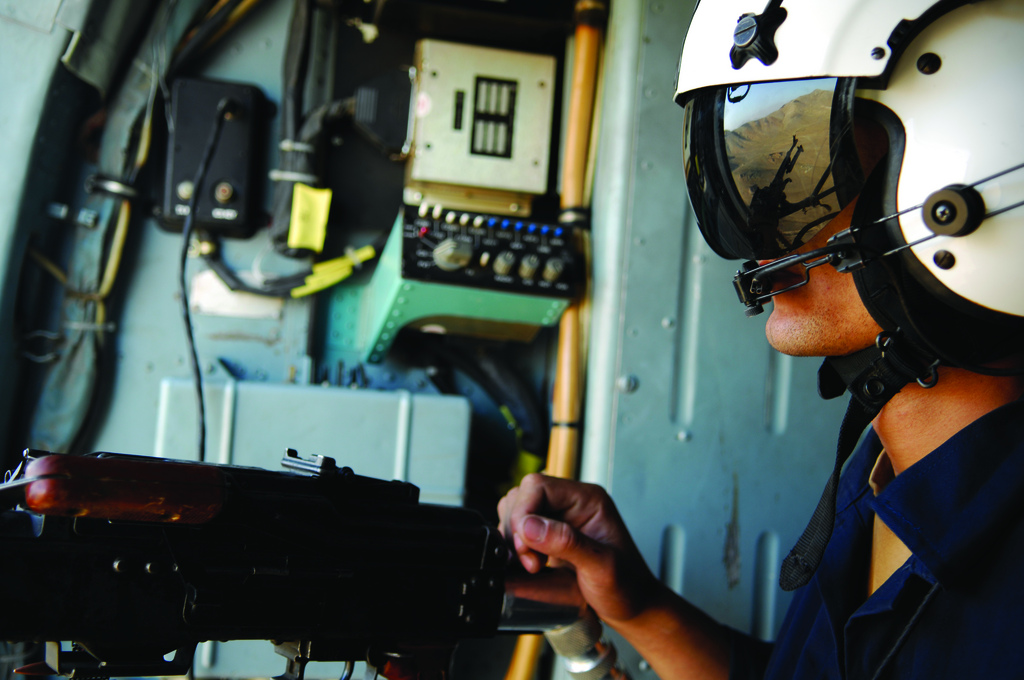
阿富汗空軍操縱直升機的成員
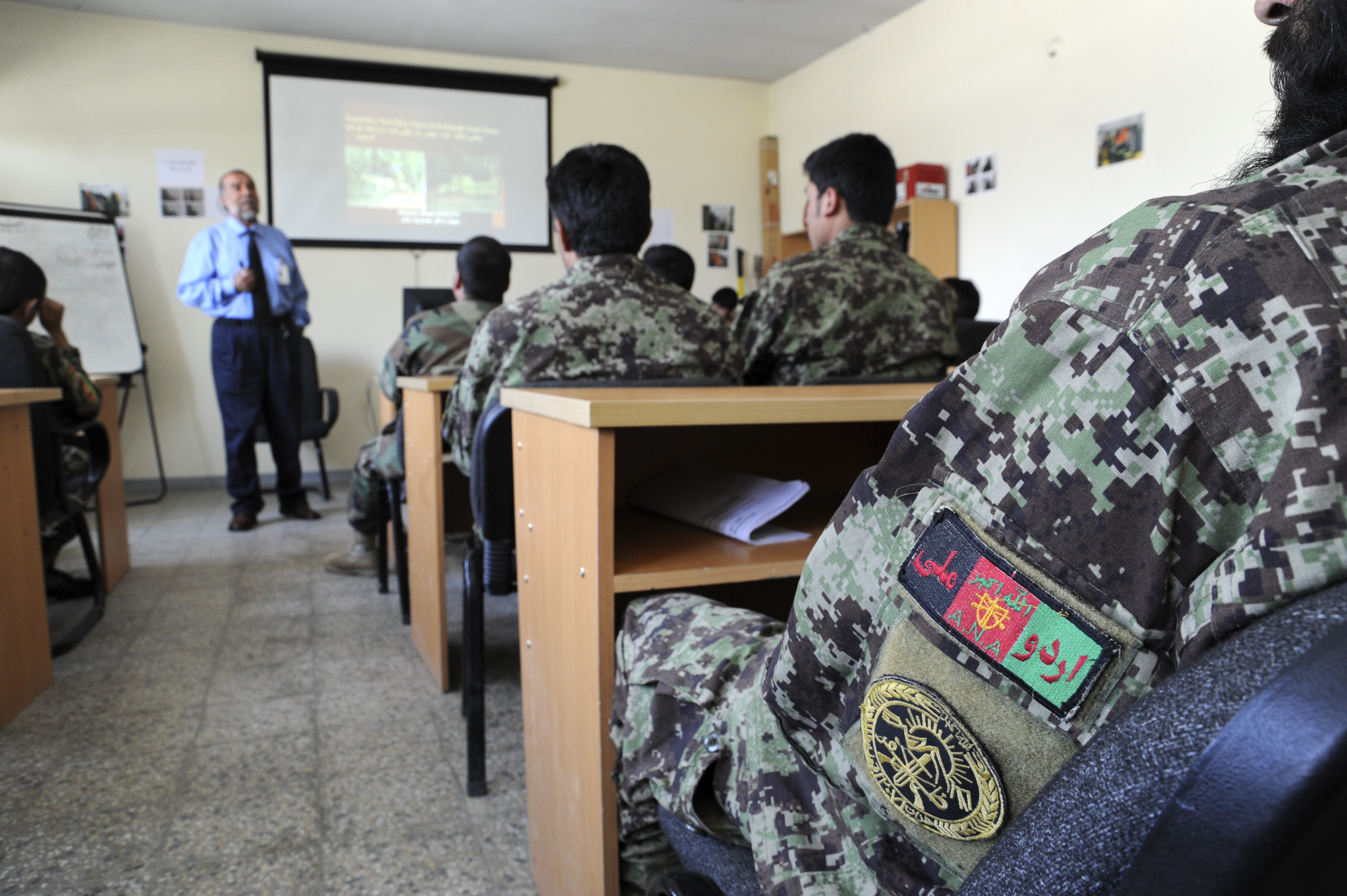
在空軍學校上課的學生
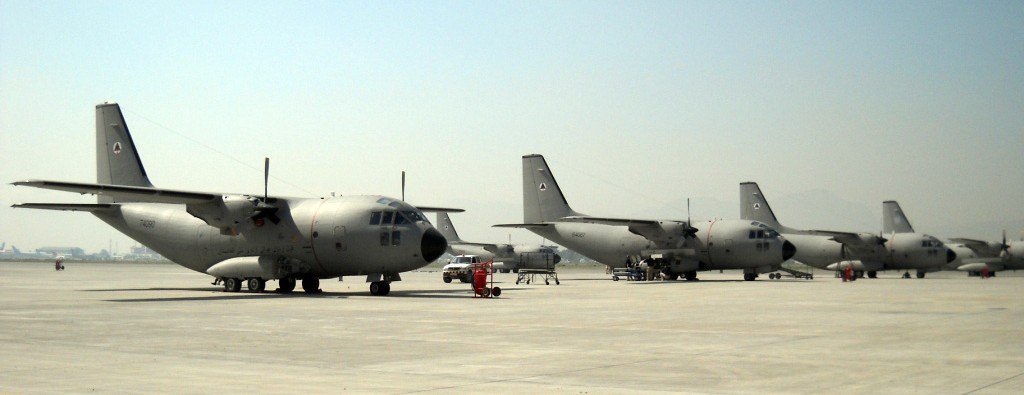
C-27运输机機隊（已退役）
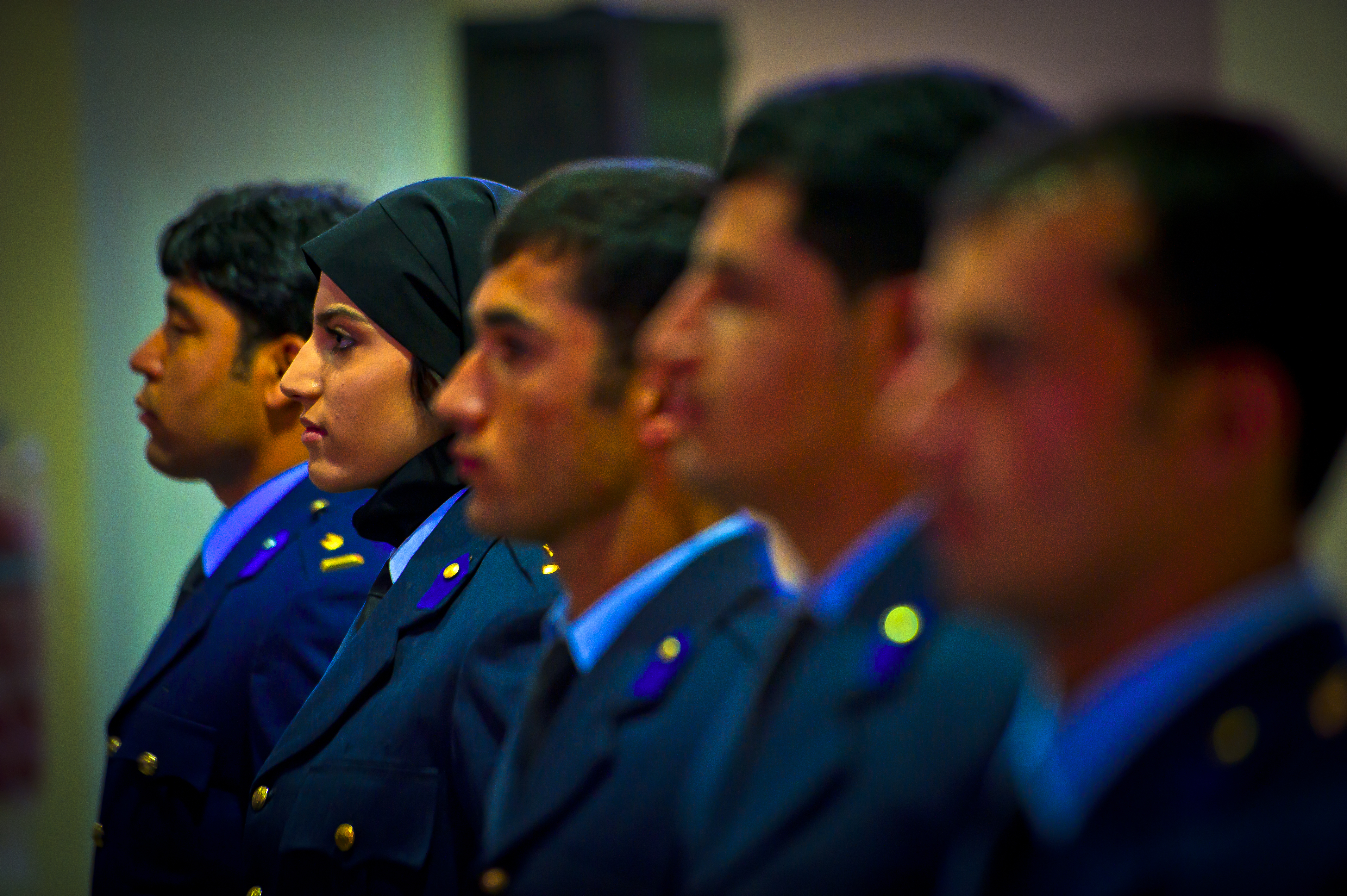
少尉Niloofar Rhmani是阿富汗三十多年以來首位完成訓練並成功加入空軍的女性。
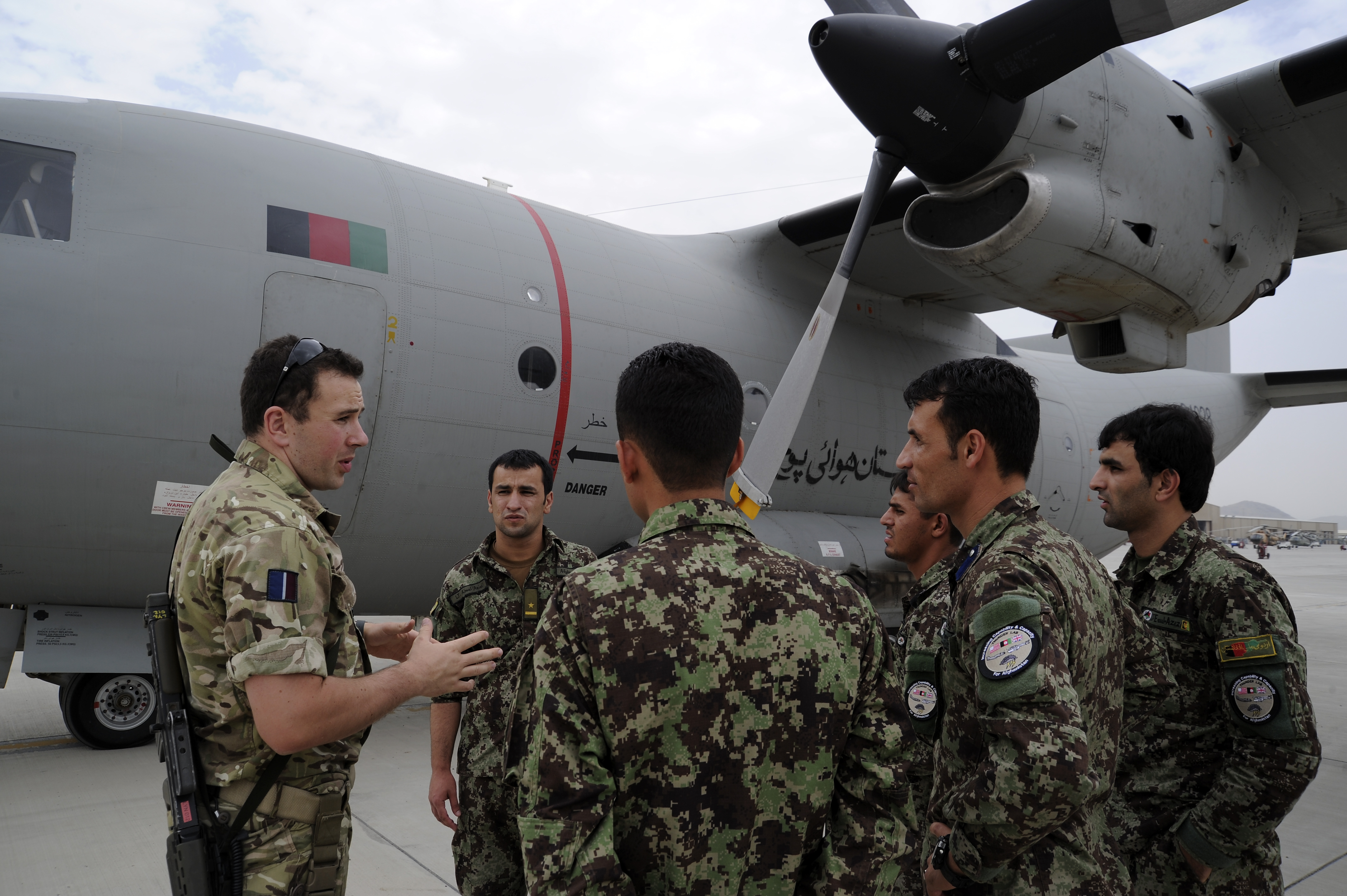
英國皇家空軍上尉Luke Meldon向學生解釋C-27運輸機的組件。

## 參閲
- 阿富汗机场列表
- 駐阿富汗國際維和部隊

## 外部連結
- The First 30 Years of Aviation in Afghanistan （页面存档备份，存于）
- Roundels of the world, Afghanistan （页面存档备份，存于）
- 阿富汗空軍騰飛 （页面存档备份，存于）